# 各務野櫻苑
各務野櫻苑（かかみのさくらえん）とは、岐阜県各務原市にある公園である。
各務原市が進めている「桜回廊都市計画」の拠点である。

## 概要
- 桜回廊都市計画の拠点として、村国神社（村国座）南の境川沿いを整備。2009年（平成21年）3月8日開園[1]。
- 広さは約7,000m2。東西に細長い公園である。
- 2009年の開園時には201種類、現在は202種類の桜が植樹されている[2]。将来は300種類以上にする予定である[3]。開花時期の異なる桜があることにより、1ヶ月以上にわたって桜を楽しめる。

## 所在地
- 岐阜県各務原市各務おがせ町

## 桜回廊都市計画
- 各務原市が計画している「水と緑の回廊計画」の一つである。
- 各務原市内にある桜の名所含めて、市内一円を桜並木の回廊でつなぐものであり、2003年（平成15年）から整備が進められ、2014年（平成26年）に完成した。総延長は31km[4]。